# Прусські таблиці
«Прусські таблиці» (лат. Tabulae prutenicae coelestium motuum) — перші в світі астрономічні таблиці, розраховані на основі геліоцентричної моделі Коперника, викладеної в його праці «Про обертання небесних сфер» (1543). Опубліковані в 1551 німецьким астрономом Еразмом Рейнгольдом, названі «прусськими» на честь герцога Альбрехта Прусського, який підтримував Рейнгольда і фінансував публікацію таблиць.

## Історія публікації
Ініціатива підготовки нових таблиць виходила від впливового лютеранського теолога Меланхтона, який умовив Рейнгольда зайнятися цією роботою. Рейнгольд викладав астрономію за Птолемеєм у Віттенберзькому університеті. Коли ідеї Коперника почали поширюватися, Рейнгольд виявив великий інтерес, — ймовірно, далася взнаки його дружба з Ретіком, учнем Коперника. У 1542 році, за рік до публікації праці Коперника, у передмові до твору Пурбаха «Нова теорія планет» (Theorica nova planetarum) Рейнгольд схвально відгукнувся про геліоцентричну систему, хоча й не згадав імені Коперника.
Як опорні точки для таблиць Рейнгольд прийняв меридіан Кенігсберга і положення Сатурна в день народження герцога (17 травня 1490). Тривалість тропічного року в таблицях вважалася рівною 365 діб 5 годин 49 хвилин 16 секунд (на 30 секунд більше за істинне значення).
Нові таблиці мали стати заміною «Альфонсовим таблицям», які були розраховані в XIII столітті в рамках геоцентричної моделі Птолемея і дещо модернізовані Регіомонтаном у XV столітті. Рейнгольд використовував деякі з астрономічних таблиць, що містилися в «Альфонсових таблицях», а також частину таблиць з праці Коперника, в яких виправив кілька обчислювальних помилок. Ім'я Коперника кілька разів згадується в таблицях з повагою та вдячністю у зв'язку з його спостереженнями, але ані обговорення, ані навіть згадки геліоцентризму в «Прусських таблицях» немає. Рейнгольд, втім, підготував і збирався видати докладний коментар до книги Коперника, проте епідемія чуми обірвала його життя через два роки після видання таблиць (1553), і рукопис було втрачено.

## Роль в історії астрономії
Однією з переваг «Прусських таблиць» над попередниками було спрощення розрахунків. Рейнгольд та інші коперниканці сподівалися, що з переходом на нові таблиці зросте також точність розрахунків, тим більше Рейнгольд використовував результати сучасних спостережень. Однак ці надії не повністю виправдалися. Наприклад, Христофор Клавій зазначив, що весняне рівнодення 1586 року передбачено «Альфонсовими таблицями» з помилкою 6 годин, а «Прусськими таблицями» — з помилкою 13 годин. Тим не менш, Клавій використав «Прусські таблиці» для підготовки календарної реформи 1582 року. Зокрема, в основу нового календаря було покладено рейнгольдівське значення довжини року.
Тихо Браге і Кеплер, які активно використовували таблиці Рейнгольда, виявили, що результати обчислень положень планет за «Прусськими таблицями» іноді розходяться зі спостереженнями аж на 4—5°. З іншого боку, зближення Юпітера й Сатурна в 1563 таблиці Рейнгольда передбачили з помилкою в кілька днів, тоді як Альфонсові таблиці давали помилку в кілька місяців.
Істотне підвищення точності забезпечили лише «Рудольфові таблиці» Йоганна Кеплера (1627), які враховували еліптичність орбіт планет і нерівномірність їх руху. П'єр Гассенді провів порівняння передбачень трьох збірок таблиць для проходження Меркурія по диску Сонця 7 листопада 1631. «Альфонсові таблиці» дали помилку в 4° 25', «Прусські таблиці» — 5°, а «Рудольфові таблиці» — всього 14', тобто в 20 разів менше.
Отже, для історії астрономії «Прусські таблиці» стали важливим, але проміжним етапом.

## Публікації
- 1551 : перше видання, Тюбінген . Зважаючи на великий попит на книгу в 1562 році була додруківка.
- 1571: друге видання, Тюбінген, за редакцією Местліна, майбутнього наставника Кеплера. Местлін додав післямову та дві сторінки з виправленнями.
- 1585: третє видання, Віттенберг .